# Hotchkiss modèle 1914
A Hotchkiss M1914 géppuska (francia megnevezése mitrailleuse Hotchkiss Modèle 1914) a francia hadsereg első világháború során rendszeresített géppuskája volt. A géppuskát a Hotchkiss et Cie francia hadiipari vállalat tervezte és gyártotta (a vállalatot 1860-as években az amerikai nagyiparos, Benjamin B. Hotchkiss alapította).
A géppuskában használt Hotchkiss-rendszer 1895-ben Odkolek von Augeza tervezte meg, majd Laurence Benet és Henri Mercie véglegesítették. Az M1914 szinte teljesen azonos volt a korábbi Hotchkiss fegyverekkel: a Mle 1897, a Mle 1900 és az Mle 1908 géppuskákkal.
Az első világháború kitörésekor a St. Étienne Mle 1907 típusú géppuskát rendszeresítették a francia hadsereg egységeinél, azonban a háború első éveiben a fronton mutatott gyenge teljesítménye miatt fokozatosan az M1914 vette át a helyét és 1917-ben már kizárólag ezt alkalmazták. A nyugati fronton bevetett Amerikai Expedíciós Erők (American Expeditionary Forces, A.E.F.) szintén az M1914 géppuskát használta 1917-18 folyamán. Emellett a géppuskát Japán, Chile, Mexikó, Spanyolország, Belgium, Brazília és Lengyelország fegyveres erői is átvették.
A Hotchkiss sikereit annak köszönhette, hogy egyszerű, megbízható és robusztus szerkezet volt, a francia hadsereg egészen az 1940-es évekig használta. 1918-ig csak a franciák 47 000 darabot vásároltak belőle.

## Története és fejlesztése

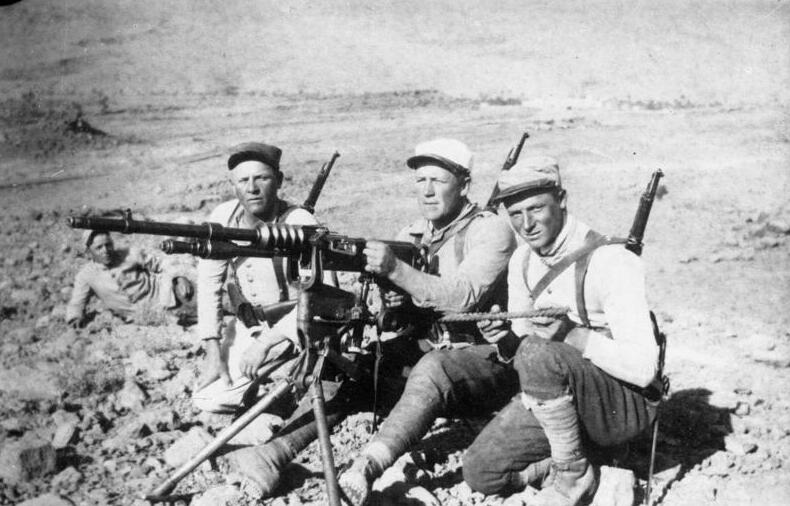
Francia idegenlégiósok Marokkóban 1920 körül egy M1914 géppuskával.

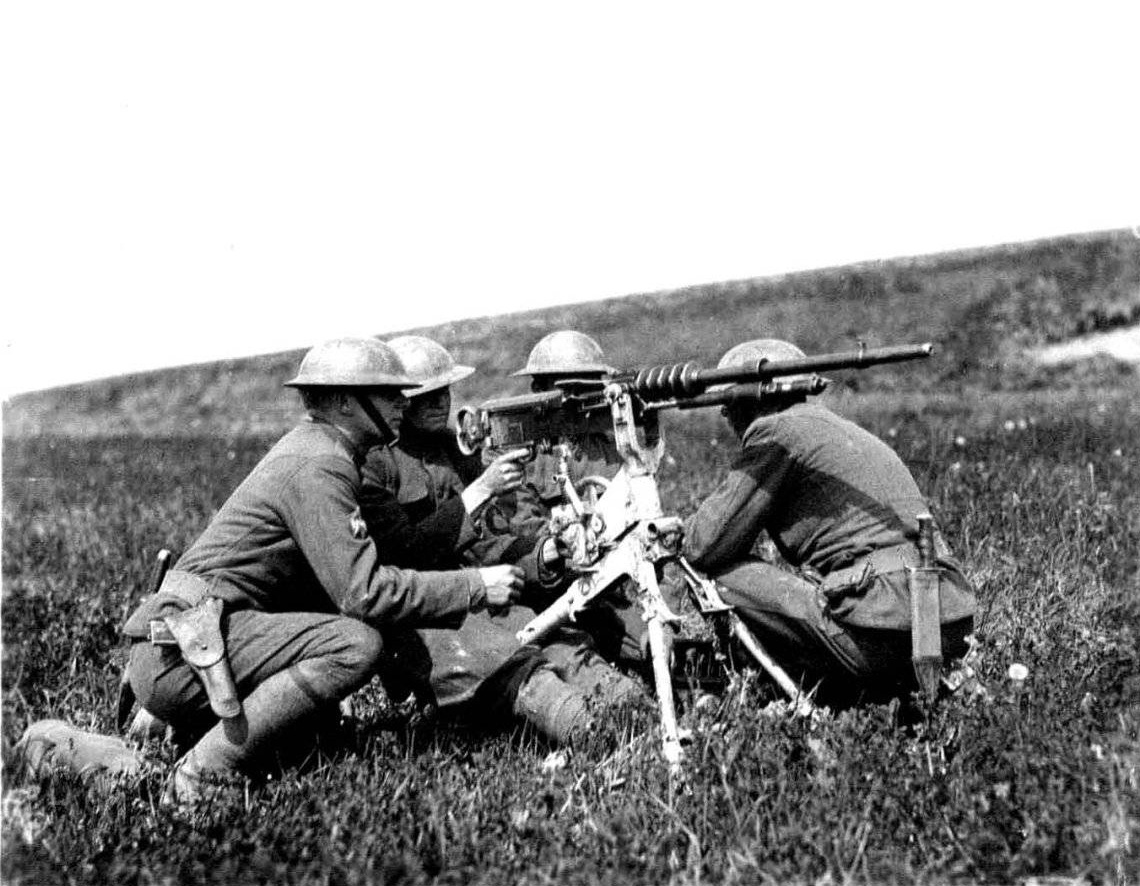
Amerikai katonák az első világháborúban egy M1914-gyel.

A géppuska első terveit a bécsi báró Adolf Odkolek von Újezd százados készítette el, tőle vásárolta meg a Benjamin B. Hotchkiss vállalata, a Párizs környéki Saint-Denis-ben települt Hotchkiss et Cie számára. Benjamin Hotchkiss ekkor már nem élt, de a szintén amerikai Laurence Vincent Benet, Henri Mercie segítségével, további módosításokat hajtott végre a géppuskán. Az 1895-ben megkezdődött tesztek során sikerült megoldani a kezdeti problémákat és 1897-ben a francia hadsereg beleegyezett a géppuska megvásárlásába. 1898-ban elkészült egy exportváltozat is. Néhány kisebb módosítástól, mint pl. a cső köré tervezett hűtőbordák kivételével ez lett az alapja az M1900, majd később az M1914 géppuskának. Azonban különféle politikai manőverek miatt 1908-ban mégis a francia hadsereg fegyverzeti központja által tervezett St. Étienne Mle 1907 géppuskát rendszeresítették a francia csapatoknál. A Hotchkiss M1914-ből szintén vásárolt a francia hadsereg, de elsősorban a gyarmati csapatokat, illetve a hegyivadászokat szerelték fel ezzel.
Az első világháború kitörése után a frontvonalbeli francia csapatok számára hamarosan világossá vált, hogy a St. Étienne 1907 nem alkalmas a lövészárok-hadviselésre (a sáros környezetben a mechanikailag komplex szerkezet rendszeresen meghibásodott) és azt kérték Pétain tábornoktól, hogy lássa el a csapatokat az M1914-gyel. A francia csapatoknál 1917-re vette át a St. Étienne 1907 helyét.

## Szerkezete
A Hotchkiss léghűtéses, gázelvételes szerkezetű volt, ellentétben a brit hadseregnél is elterjedt Maxim típusú géppuskákkal, amelyek vízhűtésesek és csőhátrasiklásosak voltak. A csövön öt nagy borda volt, amely segített a tüzelés közben keletkező hő elvezetésében. A cső alatt van a gázdugattyú. A géppuska elméleti tűzgyorsasága 450 lövés/perc volt.
A géppuskának összesen 32 mozgó alkatrésze volt, beleértve négy rugót, ami a fegyver karbantartását és javítását nagymértékben megkönnyítette. A géppuska alkatrészeit úgy tervezték, hogy lényegében lehetetlen volt rosszul összerakni. A Hotchkiss nyitott zárhelyzetből tüzelt, ami nagymértékben segítette a fegyver hűtését. Manapság ez a megoldás széles körben elterjedt, de 1897-ben ez volt az első géppuska, amely ilyen zárszerkezettel készült.
Az M1914 kezelőszemélyzete 3 fő volt és egy jól képzett csapat folyamatos tüzet tudott biztosítani annak ellenére, hogy a töltényövek csak 24 lőszert tartalmazta. A tüzelés végén a géppuska automatikus kivetette az üres töltényövet és nyitva hagyta a zárszerkezetet. Az újabb töltényöv beillesztése után a tüzelés automatikusan folytatódott. Ez a rendszer jól megfelelt a gyalogság számára, de több gondot okozott a harckocsikon vagy bunkerekben elhelyezett géppuskások számára, ahol nem fért el a kezelőszemélyzet másik két tagja. Éppen ezért 1917-re kifejlesztettek egy 250 lőszert tartalmazó töltényfüzért.
Az 1900-as évektől kezdve két állványt fejlesztettek ki az M1914-hez, de az első világháborúra csak a harmadik változat (M1916) maradt szolgálatban. 1915-ben bevezettek egy olyan állványt, amely a Hotchkiss M1914-hez és a St Étienne 1907-hez is használható volt.
Az M1914 elméleti tűzgyorsasága 450 lövés/perc volt, 8 mm-es Lebel lőszert tüzelt. Legnagyobb hatótávolsága kb. 3800 méter volt. Harc közben általában rövid, 10-15 lövésből álló sorozatokat tüzeltek. Kb. 120 lövés/perc gyorsaság mellett a fegyver lényegében addig tudott tüzelni, amíg lőszer állt rendelkezésre. Kb. 1000 lövésenként volt szükség a cső cseréjére, amit egy gyakorlott kezelő néhány másodperc alatt végre tudott hajtani. Tüzelés közben a cső esetenként 400 °C-ra is felmelegedett, ilyenkor sötétvörösen izzott, de erre csak különleges helyzetben, gyors és folyamatos tüzelés esetén került sor.
A Hotchkiss M1914 legnagyobb hátránya súlya volt: a fegyver és az állvány kb. 50 kg-ot nyomott.

## Változatai
A Hotchkiss M1914 alapváltozatát a francia fegyveres erők használták az első világháború alatt és 1939-1940-ben. A Hotchkiss vállalat 1918-ra 47000 M1914-et szállított a franciáknak, a legtöbbet 8 mm-es csővel, de több százat 11 mm-es csővel szereltek, ezeket a német léghajók ellen alkalmazták (11 mm űrméretű volt a legkisebb gyújtólövedék).
Az M1914 második legnagyobb felhasználója az Európában harcoló Amerikai Expedíciós Erők volt, 1917-1918-ban. Az USA kormánya összesen 7000 db M1914-et vásárolt és állított szolgálatba.

### Japán változat
Az M1914 6,5 mm-es változatát a japán fegyveres erőknél állították szolgálatba, miután a japánok megvásárolták a géppuska előállításának jogát. A 3. évi modell (三年式, ami arra utal hogy Taisó császár uralkodásának 3. évében, vagyis 1914-ben rendszeresítették) névre keresztelt géppuska az eredeti 8 mm-es lőszer helyett a Japán által használt 6,5x50 mm-es Arisaka lőszert tüzelte, majd a szintén az M1914-en alapuló 92. évi modell (九二式重, ez esetben ez a japán császári naptár szerinti 2592. évnek felel meg, ami a Gergely-naptár szerint 1932) géppuska pedig a később rendszeresített 7,7x58 mm-es lőszert használt.

### Más hadseregekben
Pancho Villa felkelése (1910 - 1920) során mind a lázadók, mind a mexikói kormánycsapatok alkalmaztak 7 mm-es Mauser lőszert tüzelő Hotchkiss M1914 típusú géppuskát. Ugyanezt a fegyvert licenc alapján Spanyolországban is gyártották és a spanyol polgárháború során mindkét oldal alkalmazta.
Az M1914-et az alábbi országok fegyveres erőinél rendszeresítették vagy alkalmazták:
- Belgium
- Chile
- Görögország
- Brazília
- Franciaország
- Japán (mint Type 3 géppuska)
- Mexikó
- Norvégia
- Peru
- Lengyelország
- Spanyolország
- Törökország
- Egyesült Államok

## Fordítás
- Ez a szócikk részben vagy egészben  a   Hotchkiss M1914 machine gun című angol Wikipédia-szócikk fordításán alapul.  Az eredeti cikk szerkesztőit annak laptörténete sorolja fel. Ez a jelzés csupán a megfogalmazás eredetét és a szerzői jogokat jelzi, nem szolgál a cikkben szereplő információk forrásmegjelöléseként.

## Ajánlott szakirodalom
- Robert Bruce. Machine Guns of World war 1. Windrow and Greene Publishers (1997). ISBN 1-85915-078-0
- Bruce Canfield. U.S. Infantry Weapons of the First World War. Andrew Mowbray Publishers (2000). ISBN 0-917218-90-6
- War Department, Office of the Chief of Ordnance. Handbook of the Hotchkiss Machine Gun, Model of 1914. Normont Technical Publications, Wickenburg, Arizona, 1973 (1917. November). ISBN 0-87947-043-7

## Külső hivatkozások
- The Hotchkiss Gun (angolul)
- French 8 mm HOTCHKISS machine gun, Model 1914 (angolul)
- French 8 mm HOTCHKISS machine gun, model 1900 and 1914, accessories (franciául)